# ベルセルク無双
『ベルセルク無双』（ベルセルクむそう）は、2016年10月27日にPlayStation 4 / PlayStation 3 / PlayStation Vita / PlayStation Vita TVで発売されたゲームソフトである。2017年2月22日にPC（Steam）でも発売された。

## 概要
三浦建太郎の漫画『ベルセルク』を原作にしたタクティカルアクションゲームで無双シリーズの作品。キャッチコピーは「史上最凶の無双」。
ストーリーは「黄金時代篇」から「千年帝国の鷹篇」まで（原作では1巻から32巻の序盤に相当）を収録している。アクションパートの幕間には劇場版アニメの一部が流れるようになっている。
敵を攻撃した時には出血が表現されており、無双シリーズとしては『北斗無双』シリーズ同様、CERO：D（17才以上対象）に指定された。
PS4、PS Vita版はパッケージ版、ダウンロード版の両方が発売されるが、PS3版はダウンロード版のみ。
北米ではBerserk and the Band of the Hawk （ベルセルクと鷹の団）のタイトルで2017年2月21日に発売され、欧州では2017年2月24日に発売された。

## 登場人物

### 主要人物
ガッツ
声 - 岩永洋昭
本作の主人公。大剣を使う傭兵だったが鷹の団に所属するようになる。サブウェポンとして投げナイフ、ストーリーの進行に応じてボウガンや大砲などが追加される。
キャスカ
声 - 行成とあ
鷹の団では唯一の女性千人長。武器は剣だが、蹴りといった体術も使う。サブウェポンとしてボウガンを使う。
セルピコ
声 - 興津和幸
聖鉄鎖騎士団の一員。武器はレイピア。真空波や竜巻を呼ぶこともできる。
シールケ
声 - 斎藤千和
魔女のフローラ（声 - 島本須美）の弟子である少女。様々な魔法を使いこなす。遠距離戦では強いが、魔法の詠唱中は無防備になってしまう。
グリフィス
声 - 櫻井孝宏（少年時代 - 竹内絢子）
鷹の団の団長。後に「フェムト」へと変貌する。武器はサーベルで、サブウェポンとしてボウガン、カウンター、号令を使う。
フェムト
声 - 櫻井孝宏
グリフィスがゴッドハンドに転生した姿。

### その他の人物
ゾッド
声 - 三宅健太
不死の傭兵の異名を持つ伝説の傭兵。使徒に変身することもできる。
ジュドー
声 - 梶裕貴
鷹の団の千人長で身軽な男性。武器はナイフ。
ワイアルド
声 - 河本邦弘
黒犬騎士団の団長。武器は棍棒。使徒に変身することもできる。

## 評価
『週刊ファミ通』のクロスレビューでは豪快なアクションが評価され、9点、9点、9点、8点の合計35点（40点満点）でプラチナ殿堂入りしている。